# Aeshna caerulea
Espèce
Statut de conservation UICN

 LC  : Préoccupation mineure
L'æschne azurée (Aeshna caerulea) est une espèce de libellules du sous-ordre des anisoptères et de la famille des Aeshnidae. 

## Description et caractéristiques
Taille totale comprise entre 54 et 64 mm. 

Femelle de couleur jaune et brun et mâle de couleur noire et bleue.

## Habitat et distribution
De répartition arctico-alpine, elle est très rare en France (actuellement connue uniquement en Haute-Savoie).